# Gmina Borowa
Die Gmina Borowa ist eine Landgemeinde im Powiat Mielecki der Woiwodschaft Karpatenvorland in Polen. Ihr Sitz ist das gleichnamige Dorf.

## Gliederung
Zur Landgemeinde (gmina wiejska) Borowa gehören folgende Dörfer mit einem Schulzenamt:
Borowa
Gliny Małe
Gliny Wielkie
Górki
Łysakówek
Orłów (Schönanger)
Pławo
Sadkowa Góra
Surowa
Wola Pławska (Weizenbach/Weizenbring)